# Niwelator automatyczny

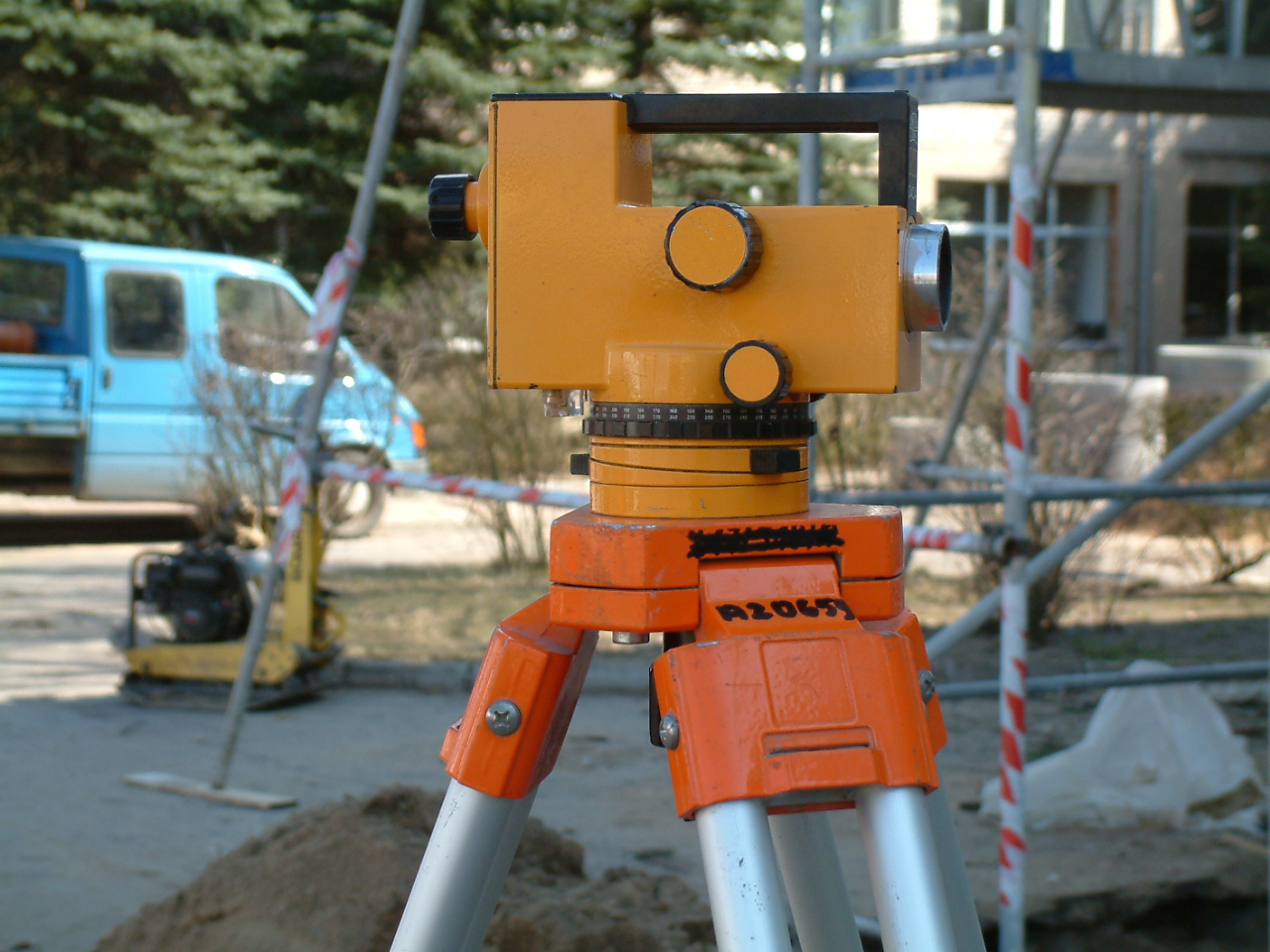
Niwelator automatyczny Ni 020A firmy Zeiss Jena na statywie

Niwelator automatyczny (samopoziomujący) – instrument geodezyjny mocowany na trójnożnym statywie, umożliwiający pomiar różnicy wysokości (niwelacji) pomiędzy punktami terenowymi. W przeciwieństwie do niwelatorów libellowych poziomowanie osi celowej lunety odbywa się samoczynnie najczęściej za pomocą urządzenia, zwanego kompensatorem, korygującego nieznaczne odchylenia osi celowej lunety od ustawienia poziomego.
Wyróżnia się dwa rodzaje niwelatorów automatycznych – optyczne i kodowe.

## Historia
W Polsce niwelatory jako urządzenia optyczne zaczęto produkować już w XIX wieku w przedsiębiorstwie G.Gerlach w Warszawie (założonym przez Gustawa Gerlacha). Przed i po II wojnie światowej produkcją tego sprzętu zajmowały się Polskie Zakłady Optyczne. Pierwszy na świecie niwelator samopoziomujący powstał w 1950 roku. Wyprodukowany został przez niemiecką firmę Zeiss-Opton w Oberkochen.
Specyficzną cechą niwelatorów stosowanych w geodezji do lat 70. XX wieku był odwrócony w lunecie obraz. Przyczyniało się to do licznych błędów i nieporozumień.
W latach 90. XX wieku pojawił się pierwszy na świecie niwelator kodowy. Wyprodukowany został w Denver w Stanach Zjednoczonych. Jego zaletą jest automatyczne dokonywanie odczytów z łat niwelacyjnych.

## Budowa
Główne elementy budowy niwelatora samopoziomującego:
- spodarka – dolny, nieruchomy, trójkątny lub okrągły element, zawierający trzy gniazda śrub ustawczych (lub pierścienie klinowe), przykręcany do statywu za pomocą śruby sercowej, składający się z[3][4]:
  - śrub poziomujących (ustawczych), służących do poziomowania niwelatora;
  - płytki sprężynującej, z nagwintowanym otworem, w który wkręca się śrubę sercową statywu;
  - płytki podstawkowej, na której opierają się śruby poziomujące;
  - tulei, w której obraca się oś alidady.
- alidada – ruchoma (obracalna) część, zawierająca[5]:
  - lunetę, która służy do obserwacji odległych obiektów poprzez zbieranie promieniowania elektromagnetycznego,
  - wsporniki/kolumnę podtrzymującą lunetę,
  - celownik przeziernikowy do przybliżonego celowania,
  - libellę okrągłą służącą do przybliżonego poziomowania niwelatora,
  - kompensator zapewniający poziomość osi celowej lunety.

## Działanie i zastosowanie

### Zasada działania

Schemat działania i budowy niwelatora automatycznego (samopoziomującego)

Niwelatory automatyczne są instrumentami geodezyjnymi, w których czynności poziomowania osi celowej przebiegają zazwyczaj samoistnie. Niwelator taki nie ma libelli niwelacyjnej (rurkowej) i śruby elewacyjnej, natomiast musi posiadać libellę okrągłą do przybliżonego poziomowania. W niwelatorach automatycznych libella rurkowa została najczęściej zastąpiona wahadłowym urządzeniem optyczno-mechanicznym, zwanym kompensatorem.
Zasada działania kompensatora polega na zmianie w określonym punkcie przebiegu osi celowej o pewien kąt w taki sposób, aby wskutek przesunięcia obrazu w lunecie prawidłowy odczyt znalazł się na poziomej kresce krzyża. Wystarczy zatem za pomocą libelli okrągłej spoziomować w przybliżeniu oś celową w granicach dokładności libelli (paru minut), aby dzięki kompensatorowi otrzymać odczyt na łacie analogiczny, jaki byłby przy poziomej osi celowej.

### Zastosowanie
Niwelatory to instrumenty geodezyjne umożliwiające pomiar różnicy wysokości pomiędzy punktami terenowymi. Są wykorzystywane w niwelacji geometrycznej, która polega na wyznaczeniu różnicy wysokości między dwoma punktami przez celowanie wzdłuż poziomej linii celowej (tzw. osi celowej) do pionowo ustawionych łat niwelacyjnych.

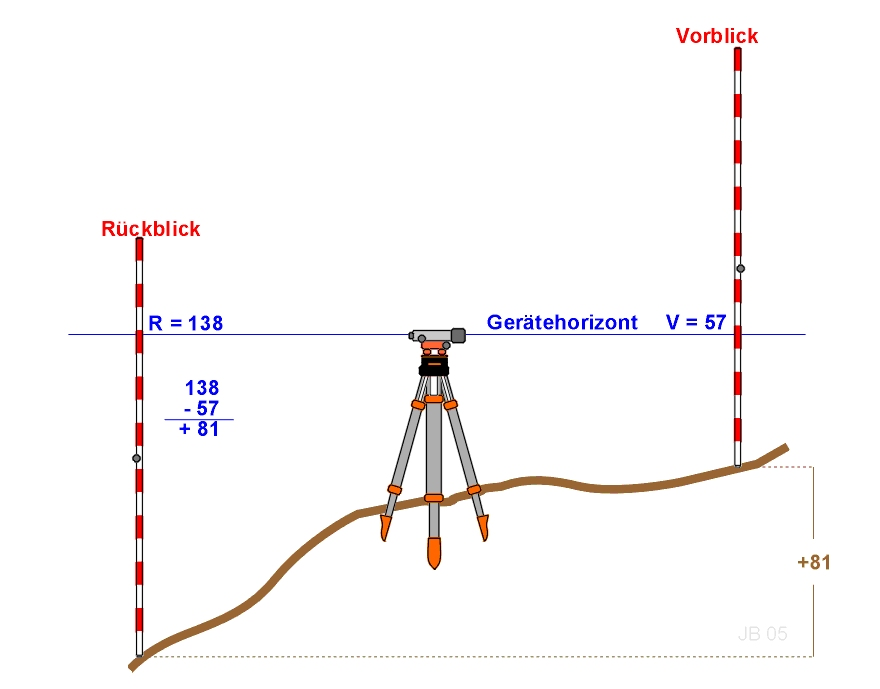
Schemat niwelacji geometrycznej

Ze względu na technikę wykonania pomiaru rozróżnia się dwie metody niwelacji geometrycznej:
- niwelację w przód,
- niwelację ze środka.

Przy pomiarze metodą niwelacji geometrycznej ze środka stanowiska instrumentu sytuuje się w przybliżeniu w połowie odległości między mierzonymi punktami, z zachowaniem warunku, że odległość między instrumentem a mierzonym punktem, zwana długością celowej, nie przekracza 50 metrów. Pomiar wykonuje się na każdym stanowisku dwukrotnie ze zmianą wysokości osi celowej według schematu: wstecz, w przód – zmiana wysokości – w przód, wstecz. Różnica między wynikami tych pomiarów nie może przekroczyć 0,004 m. Różnica między sumą przewyższeń w kierunku głównym a sumą przewyższeń w kierunku powrotnym {\displaystyle (\sigma )} jest wyrażana w metrach i nie może być większa niż wartość określona według wzoru: {\displaystyle \sigma \leqslant 0{,}04{\sqrt {L}},} w którym {\displaystyle L} oznacza długość ciągu osnowy pomiarowej w km.
Błąd średni pomiaru różnic wysokości metodą niwelacji geometrycznej ze środka nie może być większy niż 20 mm/km (mΔH ≤ 20 mm/km).

### Warunki geometryczne – sprawdzenie i rektyfikacja
- Kompensator powinien zapewniać poziomość osi celowej.

Sprawdzenie warunku:
Sprawdzenia warunku dokonuje się na drodze pomiaru zwanego metodą podwójnej niwelacji, składającej się z: niwelacji „ze środka” i niwelacji mimośrodowej. W pierwszym przypadku niwelator ustawia się mniej więcej w połowie odległości między dwoma zadanymi punktami, na których znajdują się łaty niwelacyjne, pamiętając, że odległość między punktami powinna mieścić się w granicach od 40 do 60 metrów. Wykonuje się odczyty na łatach. Różnica wysokości między punktami równa się różnicy odczytów – od obserwacji liczbowej „wstecz” odejmuje się obserwację „w przód”.
{\displaystyle \Delta h=w-p,}
gdzie:
{\displaystyle \Delta h} – różnica wysokości między zadanymi punktami,
{\displaystyle w} – odczyt „wstecz” na łacie niwelacyjnej,
{\displaystyle p} – odczyt „w przód” na łacie niwelacyjnej.
Następnie wykonuje się pomiar mimośrodowy przewyższenia. Niwelator ustawia się w odległości 3–5 m od jednego z punktów. Ponownie dokonuje się odczytów na łatach. Jeśli istnieje różnica między przewyższeniami obliczonymi na podstawie danych z obu pomiarów, niwelator obarczony jest błędem poziomości osi celowej lunety.
Rektyfikacja (kalibracja instrumentu pomiarowego):
Aby wyeliminować błąd, celuje się na dalszą łatę, ustawiając mikrometr na obliczony odczyt. Następnie, w zależności od typu niwelatora, wprowadza się na dany odczyt siatkę kresek lub dokonuje się obrotu płytki klinowej, umieszczonej przed obiektywem lunety.
- Płaszczyzna główna libelli okrągłej powinna być prostopadła do osi obrotu instrumentu.

Sprawdzenie warunku:
Pierwszą czynnością, którą należy wykonać przy sprawdzeniu warunku prostopadłości płaszczyzny głównej libelli okrągłej do osi obrotu instrumentu, jest poprawne jej spoziomowanie przy pomocy obrotów trzech śrub ustawczych. Następnie obraca się alidadę o 180°. Do zmiany położenia alidady najlepiej wykorzystać koło poziome. Jeśli po obrocie pęcherzyk libelli okrągłej wyjdzie z górowania, wówczas warunek nie jest spełniony.
Rektyfikacja:
Wyeliminowanie błędu braku prostopadłości płaszczyzny głównej libelli okrągłej do osi obrotu instrumentu polega na zlikwidowaniu wychylenia pęcherzyka libelli.
W tym celu sprawdza się położenie pęcherzyka w układzie współrzędnych kartezjańskich. Połowę wychylenia y usuwa się dwiema śrubkami rektyfikacyjnymi, zaś drugą połowę składowej y – dwiema śrubami poziomującymi. W analogiczny sposób postępujemy z wychyleniem składowej x – połowę usuwa się trzecią śrubką rektyfikacyjną, zaś drugą połowę eliminuje się trzecią śrubą poziomującą.
- Poprzeczna kreska krzyża kresek powinna być prostopadła do osi obrotu instrumentu.

Sprawdzenie warunku:
Aby dokonać sprawdzenia warunku prostopadłości poprzecznej kreski krzyża kresek do osi obrotu instrumentu, należy w pierwszej kolejności naprowadzić krańcową część pola widzenia lunety na wyraźny punkt, tak by jego obraz leżał właśnie na poziomej kresce siatki celowniczej. Następnie za pomocą obrotu leniwki alidady przesuwa się obraz punktu na drugą stronę pola widzenia. Gdy obraz punktu zejdzie z kreski poprzecznej, warunek nie jest zachowany i należy dokonać rektyfikacji.
Rektyfikacja:
Gdy zaistnieje błąd braku prostopadłości poprzecznej kreski krzyża kresek do osi obrotu niwelatora, należy usunąć odchylenie poprzez wkręcanie i wykręcanie poszczególnych śrubek rektyfikacyjnych płytki ogniskującej.
- Kompensator powinien działać sprawnie w przewidzianym dla niego zakresie.

Sprawdzenie warunku:
Niwelator ustawia się tak, aby jedna ze śrub poziomujących znalazła się pod obiektywem lunety, natomiast na kierunku osi celowej, w odległości 30-40 metrów od niwelatora, na żabce ustawia się łatę niwelacyjną. Następnie za pomocą libelli okrągłej należy spoziomować instrument, po czym dokonuje się odczytu z łaty. W następnej kolejności obraca się śrubę ustawczą (poziomującą) pod obiektywem, kontrolując jednocześnie stałość odczytu. Po obrocie śruby o około {\displaystyle {\tfrac {1}{8}}} kąta pełnego, odczyt powinien się zmieniać, gdyż skończy się zakres pracy kompensatora. W tej sytuacji pęcherzyk libelli okrągłej powinien wychylić się z położenia górowania o około 2 mm. W momencie wyczerpania możliwości działania kompensatora odczyt na łacie nie powinien się zmienić o wartość przekraczającą 1 mm. Ten sam schemat postępowania stosuje się dla obrotu śrubą poziomującą w stronę przeciwną. Jeżeli którykolwiek z odczytów przekracza wartość 1 mm, warunek nie jest zachowany.
Rektyfikacja:
W przypadku niewłaściwego działania kompensatora nie można dokonać rektyfikacji polowej. Niesprawne urządzenie wymaga wtedy naprawy w wyspecjalizowanym serwisie mechaniki precyzyjnej.

## Przegląd wybranych modeli niwelatorów samopoziomujących
| Nazwa niwelatora                | Długość lunety [mm] | Powiększenie lunety | Średnica obiektywu [mm] | Dokładność 1 km podwójnej niwelacji [mm/km] | Waga netto [kg] | Długość całkowita [mm] | Szerokość całkowita [mm] | Wysokość całkowita [mm] |
| ------------------------------- | ------------------- | ------------------- | ----------------------- | ------------------------------------------- | --------------- | ---------------------- | ------------------------ | ----------------------- |
| Niwelator samopoziomujący N30   | 215                 | x30                 | 42                      | 1,50                                        | 1,75            | 215                    | 130                      | 140                     |
| Niwelator optyczny Topcon AT-B2 | 215                 | x32                 | 42                      | 0,7                                         | 1,85            | 215                    | 130                      | 140                     |
| Niwelator optyczny Sokkia B30   | 215                 | x28                 | 36                      | 1,5                                         | 1,70            | 215                    | 130                      | 140                     |